# Czechoslovak Group
 (août 2024).
La mise en forme du texte ne suit pas les recommandations de Wikipédia : il faut le « wikifier ».
Les points d'amélioration suivants sont les cas les plus fréquents :
- Les titres sont pré-formatés par le logiciel. Ils ne sont ni en capitales, ni en gras.
- Le texte ne doit pas être écrit en capitales (les noms de famille non plus), ni en gras, ni en italique, ni en « petit »…
- Le gras n'est utilisé que pour surligner le titre de l'article dans l'introduction, une seule fois.
- L'italique est rarement utilisé : mots en langue étrangère, titres d'œuvres, noms de bateaux, etc.
- Les citations ne sont pas en italique mais en corps de texte normal. Elles sont entourées par des guillemets français : « et ».
- Les listes à puces sont à éviter, des paragraphes rédigés étant largement préférés. Les tableaux sont à réserver à la présentation de données structurées (résultats, etc.).
- Les appels de note de bas de page (petits chiffres en exposant, introduits par l'outil «  Source ») sont à placer entre la fin de phrase et le point final[comme ça].
- Les liens internes (vers d'autres articles de Wikipédia) sont à choisir avec parcimonie. Créez des liens vers des articles approfondissant le sujet. Les termes génériques sans rapport avec le sujet sont à éviter, ainsi que les répétitions de liens vers un même terme.
- Les liens externes sont à placer uniquement dans une section « Liens externes », à la fin de l'article. Ces liens sont à choisir avec parcimonie suivant les règles définies. Si un lien sert de source à l'article, son insertion dans le texte est à faire par les notes de bas de page.
- La présentation des références doit suivre les conventions bibliographiques. Il est recommandé d'utiliser les modèles {{Ouvrage}}, {{Chapitre}}, {{Article}}, {{Lien web}} et/ou {{Bibliographie}}. Le mode d'édition visuel peut mettre en forme automatiquement les références.
- Insérer une infobox (cadre d'informations à droite) n'est pas obligatoire pour parachever la mise en page.

Pour une aide détaillée, merci de consulter Aide:Wikification.
Si vous pensez que ces points ont été résolus, vous pouvez retirer ce bandeau et améliorer la mise en forme d'un autre article.
Czechoslovak Group a.s. est un groupe industriel et technologique d'envergure mondiale. Le groupe est basé à Prague, en Tchéquie, et possède des sociétés clés en République tchèque, en Slovaquie, en Italie, aux États-Unis, en Grande-Bretagne, en Espagne, en Inde et en Serbie.
Les domaines d'activité de CSG sont notamment les industries de la défense et de la sécurité, automobile, aéronautique et ferroviaire. La gamme de produits est très large : des véhicules tout-terrain lourds aux freins ferroviaires ou montres de luxe, en passant par des équipements spéciaux pour les soldats et sauveteurs, des équipements militaires, des munitions, des radars et des systèmes de contrôle du trafic aérien.
CSG possède plus de 100 filiales et emploie plus de 10 000 personnes.
En 2023, les revenus du groupe ont atteint 1,73 milliard d'euros, soit une augmentation de 71 % en glissement annuel. L'EBITDA a atteint 439 millions d'euros et a plus que doublé par rapport à l'année précédente. Le bénéfice net du CSG pour 2023 était de 210 millions. La majorité de la production du CSG (51 %) était destinée aux pays européens (hors Ukraine). Deux tiers des ventes du CSG ont été réalisées dans les pays membres de l'OTAN, un tiers dans le reste du monde.

## Histoire
Czechoslovak Group s'est progressivement développé à partir de la société EXCALIBUR ARMY, fondée en 1995. En 2014, une structure de holding a été créée. Son nom initial était EXCALIBUR GROUP. En 2016, le groupe a changé de nom pour devenir CZECHOSLOVAK GROUP et s'est depuis considérablement développé. En 2018, Michal Strnad, le fils du fondateur du groupe, en devient propriétaire.
Le groupe CSG rassemble des entreprises, dont certaines sont dotées d'une tradition centenaire. La marque la plus connue du groupe, du moins dans son pays d’origine, est le fabricant de châssis lourds à roues Tatra qui produit des véhicules depuis 1850. Il s’agit du troisième constructeur automobile le plus ancien toujours en activité dans le monde entier. Parmi les entreprises qui ont une longue tradition et font partie du CSG, on retrouve Fiocchi, producteur de renommée mondiale des munitions de petit calibre fondé par Giulio Fiocchi en 1876. Le groupe comprend également l'usine de munitions Fábrica de Municiones de Granada (FMG) en Espagne, dont l'histoire a commencé à s'écrire à la fin du XIVe siècle.

## Innovations
Le groupe se consacre à la recherche et au développement. En effet, le groupe travaille sur des véhicules utilitaires lourds Tatra à propulsion hydrogène respectueuse de l'environnement ou à conduite autonome.
Par ailleurs, il participe au développement et à la production d'un prototype d'appareil permettant d'extraire l'eau potable de l'air dans le désert.  CSG développe également des systèmes de gestion et de contrôle du trafic aérien qui intègrent des éléments d'intelligence artificielle et d'apprentissage automatique, et travaille sur un système de contrôle du trafic aérien pour les drones robotisés.
Le groupe fournit aux forces de police d'élite, y compris aux forces de l'ordre et à l'armée américaine, un radar qui détecte les êtres vivants à travers les obstacles solides, ce qui permet d’accomplir les missions en sécurité. Une nouvelle génération des radars est en cours de développement. CSG produit également des obusiers autopropulsés avec un degré élevé d'automatisation, dotés des équipements modernes. Sa division munitionnaire produit des munitions écologiques de chasse sans plomb qui se décompose rapidement dans la nature.

## Activités commerciales du groupe
CSG Defence
- EXCALIBUR ARMY spol. s.r.o
- Fábrica de Municiones de Granada SL.
- MSM GROUP, s.r.o.
- MSM LAND SYSTEMS s.r.o.
- TATRA DEFENCE SLOVAKIA s.r.o.
- TATRA DEFENCE VEHICLE a.s.
- VOP Nováky, a.s.
- VÝVOJ Martin, a.s.
- ZVS holding, a.s.
- 14.OKTOBAR d.o.o. Kruševac

CSG Ammo+
- Baschieri & Pellagri S.p.A.
- Fiocchi Munizioni S.p.A.
- Fiocchi of America Inc.
- Lyalvale Express Limited

CSG Mobility
- DAKO-CZ, a.s
- DAKO-CZ INDIA Pvt. Ltd.
- DAKO-CZ MACHINERY, a.s.
- DAKO-CZ SERVICE, s.r.o.
- DAKO-CZ TRANSELCO, s.r.o.
- JWL DAKO-CZ (INDIA) Ltd.
- MEDHA DAKO-CZ Pvt. Ltd.
- TATRA TRUCKS a.s. - la société est liée au holding par son propriétaire majoritaire
- TATRA METALURGIE a.s.

CSG Aerospace
- ATRAK a.s.
- CS SOFT a.s.
- ELDIS Pardubice, s.r.o.
- JOB AIR Technic a.s.
- Pocket Virtuality a. s.
- RETIA, a.s.
- UpVision s.r.o.

CSG Business Projects
- ARMI PERAZZI S.P.A.
- CSG USA Inc.
- ELTON hodinářská, a.s.
- EXCALIBUR INTERNATIONAL a.s.
- KARBOX s.r.o.
- PFC Prague Fertility Centre
- TRUCK SERVICE GROUP s.r.o.

## ESG
CSG a pour objectif de développer ses entreprises. Le groupe exerce ses activités conformément aux règles éthiques formulées dans le code éthique qui s'impose à l’ensemble des membres des organes statutaires de leurs sociétés, des dirigeants et des salariés. Les activités de RSE font partie intégrante des opérations du CSG.
En ce sens, les divisions Defense et Aerospace passent aux technologies avancées réduisant l'impact environnemental de la production tout en renforçant les normes de sécurité. La division CSG Ammo+ se concentre sur l'introduction de matériaux plus respectueux de l'environnement, y compris des matériaux entièrement biodégradables, et sur la réduction des déchets. La division CSG Mobility se consacre au développement des modes de transport à faibles émissions basés sur l’électromobilité et la propulsion à l'hydrogène. Les usines du CSG s’efforcent d’élargir le cycle de vie de leurs produits précédents grâce à une large gamme de services de maintenance et des pièces de rechange disponibles sur le long terme. Toutes les sociétés du Groupe ont mis en œuvre ou mettent en œuvre des mesures pour renforcer leur autosuffisance énergétique : elles mettent en place des installations photovoltaïques, des pompes à chaleur et des systèmes de cogénération alimentés par l'énergie solaire. Tout se fait dans le respect du principe « Ne pas causer de préjudice important » (Do no significant harm).
Depuis 2023, de nouvelles règles s’appliquent aux sociétés membres du groupe qui visent à améliorer l’implication dans des activités d'intérêt général sur leur lieu de travail en soutenant des initiatives civiques et à but non lucratif, et des projets culturels, sociaux, éducatifs ou sportifs.